# 棺材島
《棺材島》（法語：L'Île aux trente cercueils）是1919年法國小說，莫理斯·盧布朗的亞森·羅蘋系列小說之一。故事背景設定於一座有三十座礁石環繞的島嶼撒雷克島（虛構島嶼）上。
本作於1919年6月6日至8月3日間在《新聞報》連載，1919年10月由Éditions Pierre Lafitte出版。

## 主要人物
- 薇若妮可·戴日蒙 在電影中看見少女時代的簽名，來到棺材島上追查自己的親人下落。故事女主角
- 亞森·羅蘋，化名為堂·路易·佩雷納，又以「德洛伊老祭司」的身分與沃斯基周旋
- 弗朗索瓦，薇若妮可與沃斯基所生的兒子，一直和祖父住在撒雷克島上
- 斯特凡·馬盧，居住在撒雷克島上的青年，弗朗索瓦的老師，愛上薇若妮可
- 奧諾琳
- 安東尼·戴日蒙，薇若妮可的父親
- 阿萊克斯·沃斯基，薇若妮可的前夫，冷酷且迷信，來撒雷克島的最終目的是尋找「天主寶石」
- 雷諾德，沃斯基和艾芙麗德所生的兒子，心腸跟父親沃斯基一樣冷酷
- 艾芙麗德

## 改編作品
1979年，改編電視劇《棺材島》於法國電視二台播出，由克勞德·傑德飾演主角薇洛尼克。該劇與原著最大的區別就是移除了亞森·羅蘋的角色。